# ツォナ湖駅
ツォナ湖駅または錯那湖駅(ツォナこ、中国語: 错那湖站、チベット語: མཚོ་ནགའི་འབབ་ཚུགས་)は中華人民共和国チベット自治区ナクチュ市アムド県にある青蔵鉄道の無人駅である。
世界で最も高所（海抜4594 m）にある湖の一つとして知られるツォナ湖に面している。
駅はツォナ湖に続く湿地帯を通る路線の高台部分に設置されていて、通常の列車は停まることはなく、要人のみに下車が許可される所謂「観光駅」となっている

## 隣の駅
中華人民共和国鉄道部
青蔵線
アムド駅 - ツォナ湖駅 - 聯通河駅